# Stockholm Toy Museum
Stockholm Toy Museum är ett svenskt privat leksaks- och serietidningsmuseum som öppnade i september 2017 och är beläget i Skeppsholmens bergrum vid Svensksundsvägen 5 (ingång intill före detta Högvakten) på Skeppsholmen i Stockholm.
I början av 2020 bytte museet namn till Stockholm Toy Museum från det tidigare Bergrummet – Tidö collection of toys and comics.

## Bakgrund
Bergrummet sprängdes ut i början på 1940-talet för att ge plats åt marinchefen och hans stab under krigstid. Det består av åtta tunnlar som är hoplänkade med tvärskepp och diverse gångar. Anläggningen har en total yta av 4 800 kvadratmeter. På 1990-talet revs all inredning. Bergrummet gjordes i början av år 2010 i ordning som utställningslokal för specialutställningar, bland annat för Östasiatiska museet och Världskulturmuseet. Bergrummet ägs av Statens fastighetsverk.

## Historia
Tidö leksaks- och seriemuseum skapades 1974 av dåvarande ägaren till Tidö slott, Carl-David von Schinkel och invigdes av kung Carl XVI Gustaf. Det innehöll då bara leksaker. Museet flyttades år 2010 från slottsbyggnaden till det så kallade stenstallet nära slottet och kompletterades med ett serietidningsmuseum med originalteckningar och miljöer från seriernas värld; det serierelaterade museimaterialet kom från det då nedlagda seriemuseet i Comic Land i halländska Köinge. Museet innehöll även information om Team Tidös rallybilsverksamhet.

## Bildgalleri

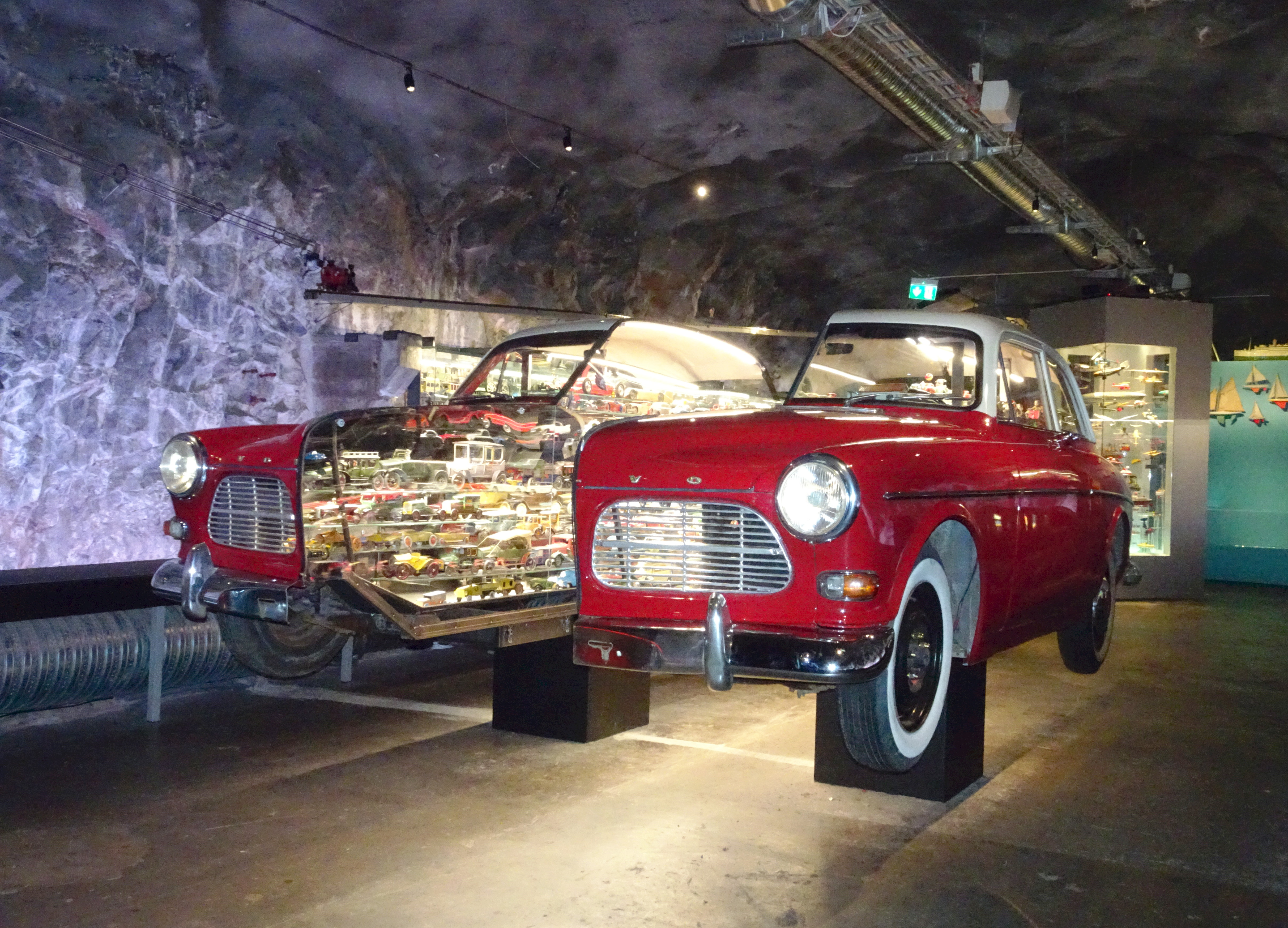
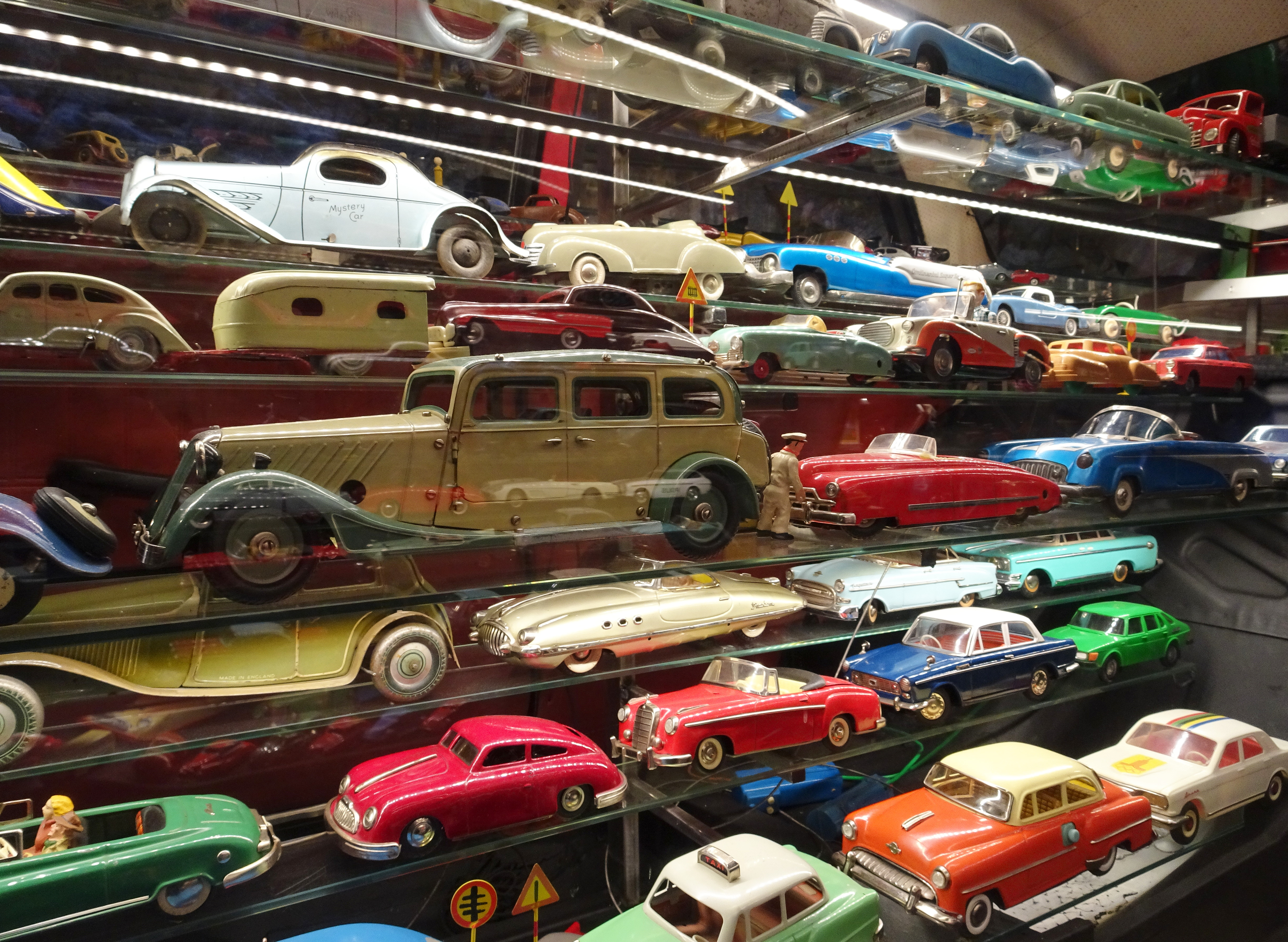
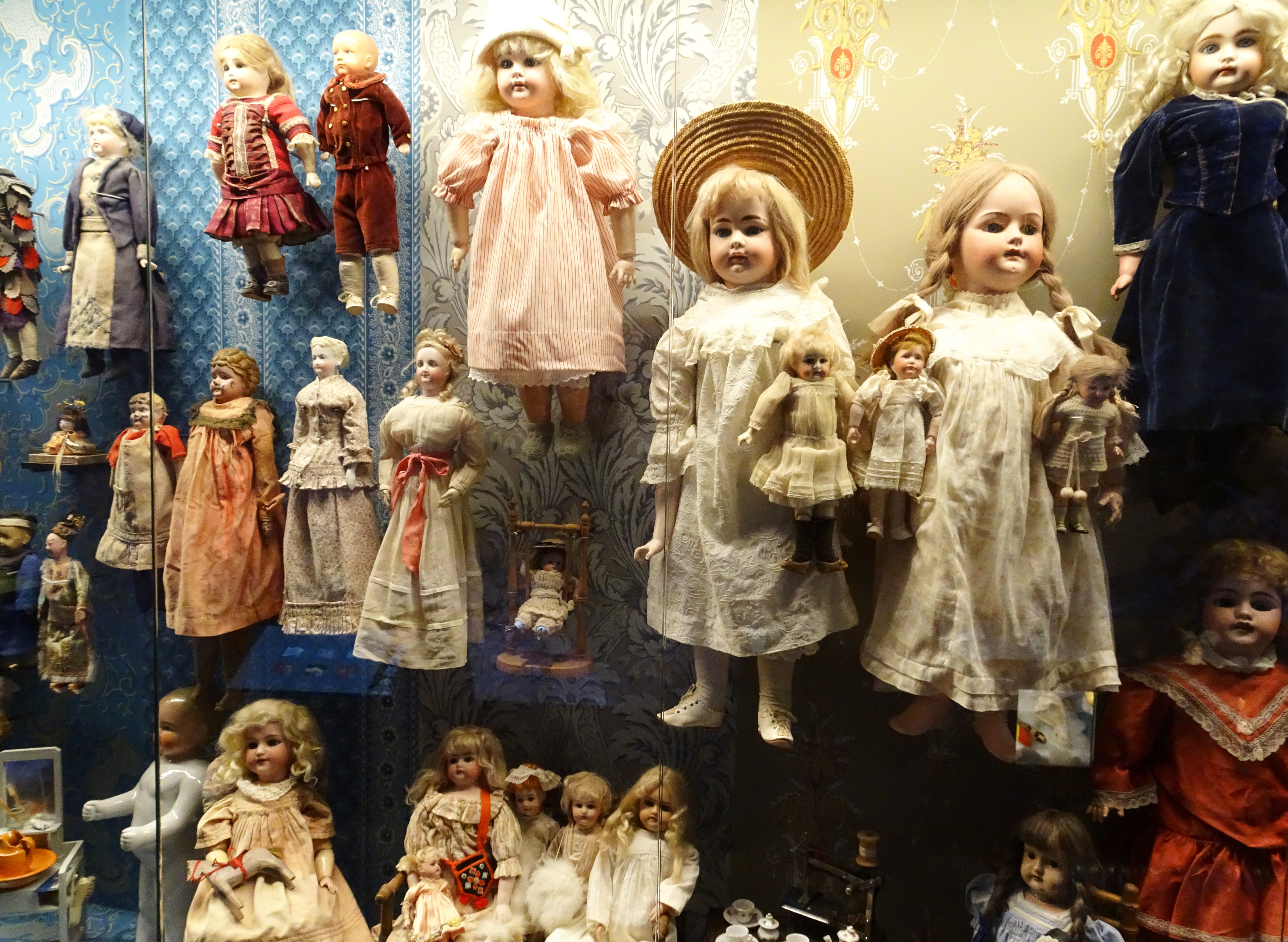
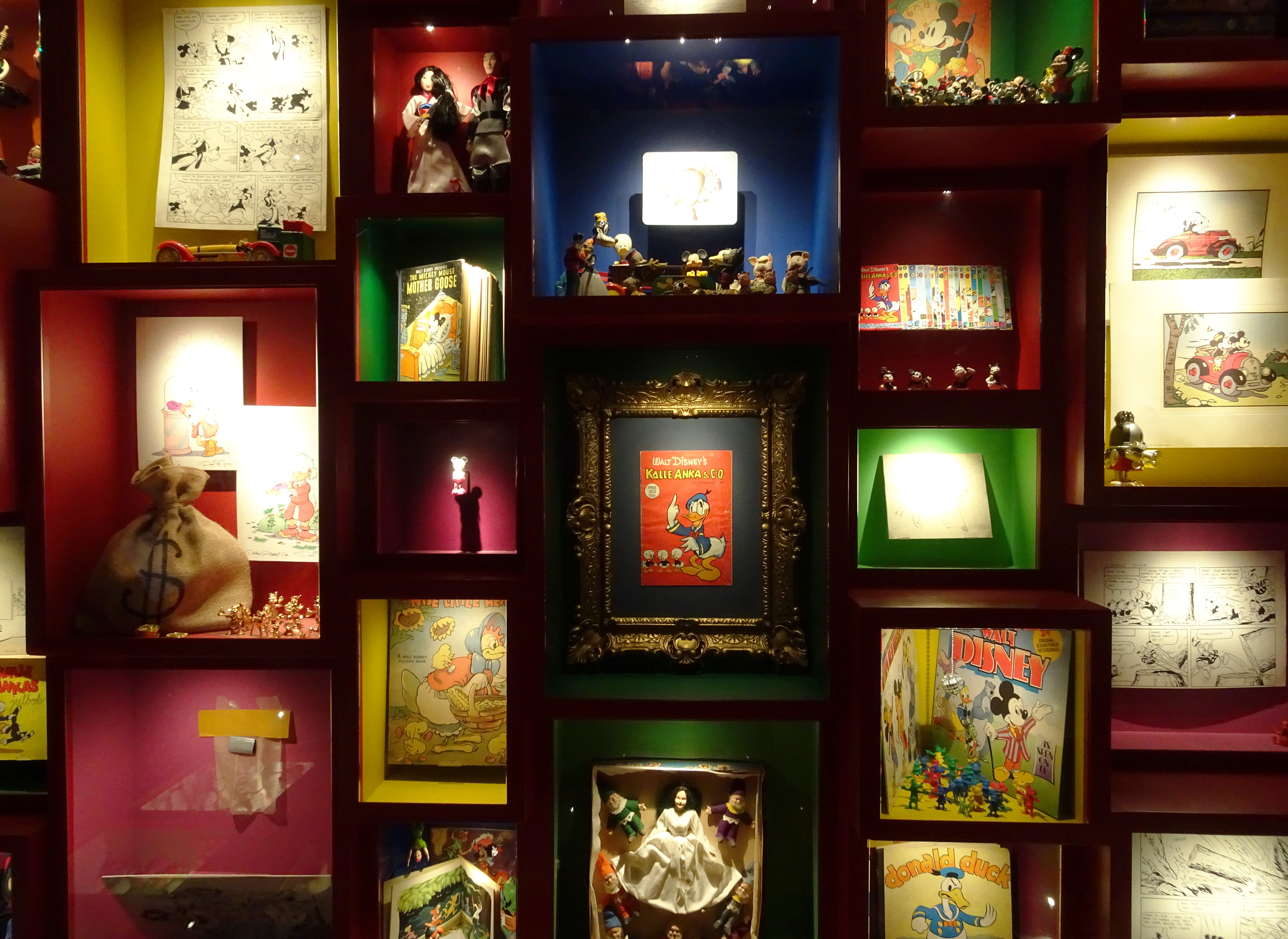
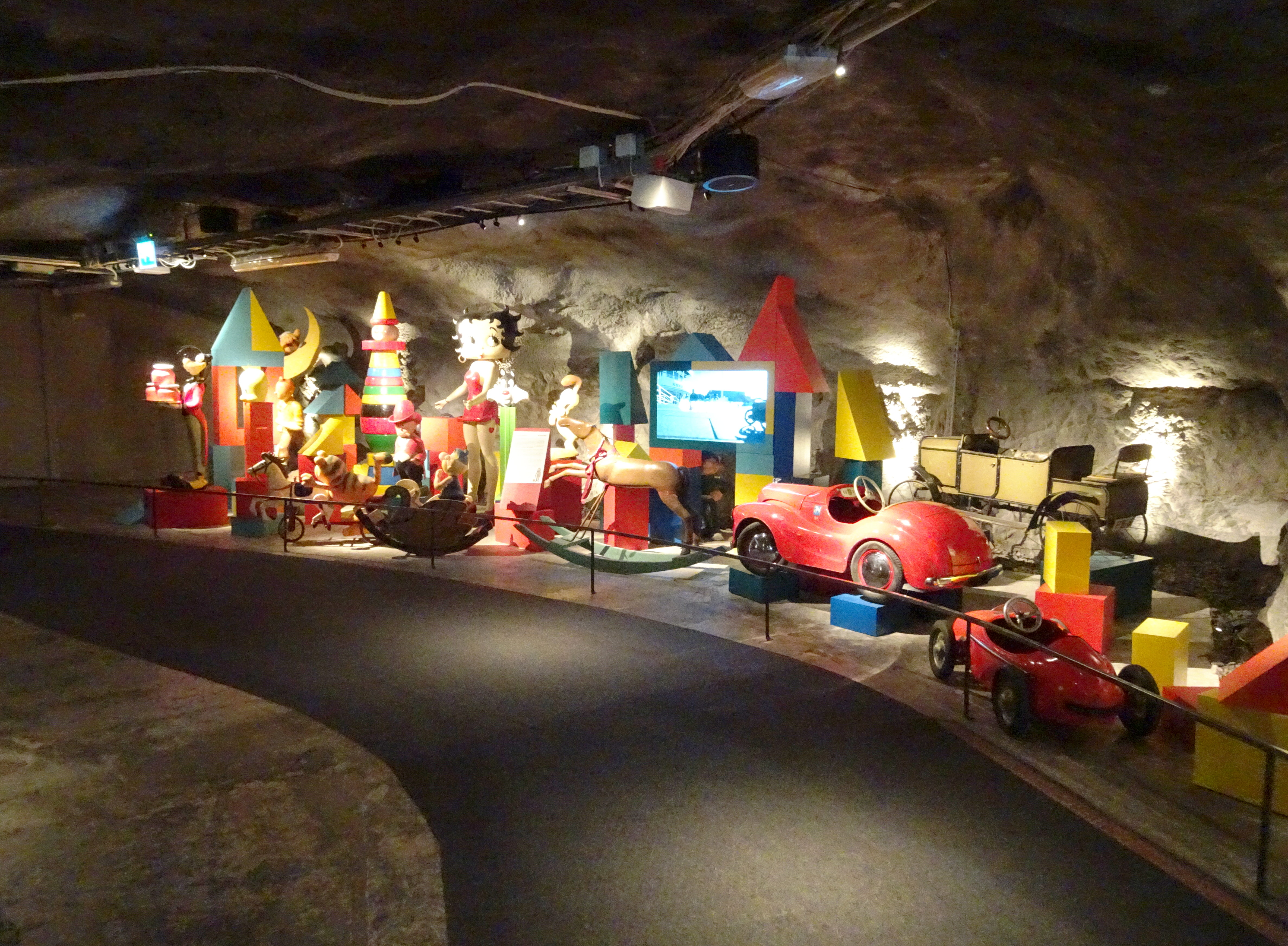

## Museet
Tidö collection of toys and comics fanns fram till 2017 på Tidö slott utanför Västerås under namnet Tidö leksaks- och seriemuseum. Det invigdes 1974 som leksaksmuseum. Museet flyttades 2017 till nuvarande lokaler i Stockholm, där det är förlagt i 2 500 kvadratmeter, drygt hälften, av Skeppsholmens bergrumslokaler. Samtidigt stängdes museet på Tidö slott.
Museet har byggts upp av museichefen och ägaren David von Schinkel, scenografen Caroline Romare och arkitekten Louise Robinson. Samlingarna omfattar omkring 40 000 leksaker från 1600-talet och framåt. Det gör museet till norra Europas största leksakssamling. Utställningen är sorterat efter temaområden. På ett 60-tal bildskärmar, så kallade infostationer, förklaras föremålen förutom på svenska även på engelska, finska, turkiska, tyska och kinesiska. Stockholm Toy Museum har eget café och en liten butik.